# Ana Inés Larre Borges
Ana Inés Larre Borges (Montevideo, 16 de agosto de 1956) es una crítica literaria, escritora, editora y traductora uruguaya.

## Biografía
Entre 2010 y 2021 dirigiò la Revista de la Biblioteca Nacional de Uruguay (números 4-21) que transformó en publicaciones monográficas dedicadas a temas (Escrituras del yo, La Biblioteca, Polemos, etc) y a autores uruguayos: Idea, Felisberto, Marosa, etc).
Se desempeña como directora de las páginas literarias en el semanario Brecha.
En su actividad como investigadora literaria también interviene como traductora. Ha traducido desde el inglés cartas y documentos de Richard Burton, Guillermo Enrique Hudson, Jasmina Tešanović y otros.
Se ha destacado como investigadora sobre la poetisa Idea Vilariño

## Selección de obras
- 1997: Mujeres uruguayas: el lado femenino de nuestra historia. Montevideo, Fundación Banco de Boston. Coautora: Cielo Pereira.
- 1998: Paso Morlán: experiencia y literatura. En: Actas de las Jornadas de homenaje a Paco Espínola. Montevideo, UdelaR.[5]
- 2008: La cara de la desgracia de Juan Carlos Onetti (como editora). Montevideo, Biblioteca Nacional.[6]
- 2013: Idea Vilariño. Diario de Juventud. Coautora: Alicia Torres.
- 2016: Uruguay. Reforma social y democracia de partidos. Tomo II. 1880/1930. Montevideo, Planeta-Fundación MAPFRE (Colección: América Latina en la Historia Contemporánea). Coautores: Gerardo Caetano, Raúl Jacob, José Rilla, Nicolás Duffau, Adela Pellegrino.
- 2017: Diario de viaje a bordo del Ebro de Guillermo Enrique Hudson (traductora al castellano). Montevideo, Cal y Canto.[7]
- 2018: De la poesía y los poetas de Idea Vilariño. http://bibliotecadigital.bibna.gub.uy:8080/jspui/handle/123456789/133337 Edición y prólogo.
- 2023: Idea Vilariño y la traducción (editora). Montevideo, Biblioteca Nacional de Uruguay.[8]Acceso libre y descarga en http://bibliotecadigital.bibna.gub.uy:8080/jspui/handle/123456789/166634
- 2024 "Ana y las palabras. Reflexiones alrededor de su diario" y "En verso y en prosa. Ana en Delmira" en Una vida breve en el 900: Ana Amalia Batlle Pacheco. Gerardo Caetano y Andrés Azpiroz editores. Planeta.
- 2024 Viajero de los sueños. Juan Parra del Riego entre Perú y Uruguay. en coautoría con Valentino Gianuzzi. Biblioteca Nacional de Uruguay y Embajada del Perù.

## Bibliogra
- Campodónico, Miguel Ángel (2003). Nuevo Diccionario de la Cultura Uruguaya. Linardi y Risso. p. 182.